# Josef Zumbühl (Politiker, 1883)
Walter Josef Zumbühl (* 4. Juni 1883 in Stansstad; † 4. Februar 1974 in Stans) war ein Schweizer Politiker. Von 1925 bis 1934 gehörte er als Vertreter der Konservativen dem Regierungsrat des Kantons Nidwalden an.

## Leben
Josef Zumbühl wurde als Sohn des Holzhändlers Josef Zumbühl und der Josefa Bircher geboren und wuchs in der Achereggstrasse auf. Er besuchte die Primarschule in Stansstad und danach die Kollegien in Stans und Sarnen. Zwecks Erlernung von Französisch machte Zumbühl ein Welschlandjahr in St. Maurice. Danach begann er eine Lehre bei der StEB. Diese musste Josef Zumbühl nach dem unerwarteten Tod seines Vaters abbrechen und das väterliche Geschäft als Holzhändler übernehmen. Vom mit Holz und Kohle handelnden Brennereilieferten wechselte er zum Heizölfabriktanten und blieb bis ins Alter von 75 Jahren im Geschäft aktiv. 
Seine politische Laufbahn auf Gemeindestufe startete Zumbühl 1908 mit seiner Wahl in den Gemeinderat von Stansstad. Im Jahr 1914 erfolgte seine Wahl zum Gemeindepräsidenten von Stansstad. Er kaufte auch das Land, auf dem heute die Dorfkirche und das Schulhaus von Stansstad stehen und überliess es der Gemeinde Stansstad mit dem Auftrag, diese beiden Gebäude dort zu errichten. Im Jahr 1919 wurde er Kirchenrat des Kirchenkreises Stans. Ab 1923 war Zumbühl Vizepräsident der Gemeinde Stansstad und Schulrat. Ab 1926 nur noch Gemeinderat. Ein neues Mandat erhielt er 1937 durch seine Wahl in den Armenrat.
Seine ersten Ämter auf kantonaler Ebene hatte Zumbühl im Jahr 1914 als Mitglied der Handwerker- und Gewerbekommission und als Mitglied der Gemeindesteuerkommission. Im Jahr 1919 wurde er Ratsherr im Landrat, Mitglied des Kantonsgerichts und der Staatskommission. Das Volk wählte ihn an der Landsgemeinde in den Regierungsrat. Josef Zumbühl blieb neun Jahre lang Mitglied der Nidwaldner Regierung im Amt als Bauherr. 1926 wurde er Mitglied der Baukommission und der Kantonalen Steuerverwaltung. Ab 1931 war er zudem Viehinspektor und ab 1937 Mitglied des Obergerichts, Mitglied der Kantonalen Steuerverwaltung sowie Ersatzmitglied des Konkursgerichts und der Gerichtskommission. 
Josef Zumbühl heiratete am 9. Mai 1907 in Stans (Franziska) Josefina Odermatt. Aus dieser Ehe stammen fünf Kinder (drei Töchter und zwei Söhne). 

## Quelle
- Neues Stammbuch. Band XI, Zumbühl I, 80 (8).
- Familienregister Oberdorf, Band II, Nummer 54 (nicht öffentlich)